# 黑鬚副油鯰
黑鬚副油鯰，為輻鰭魚綱鯰形目長鬚鯰科的其中一種，分布於南美洲巴西Laguna dos Patos流域，體長可達18.6公分，棲息在河川底部，屬肉食性，以浮游生物為食，生活習性不明。